# لاك سيرجنت (كيبك)
لاك سيرجنت (بالإنجليزية: Lac-Sergent, Quebec)‏ هي بلدية محلية في كيبيك تقع في كندا في Portneuf Regional County Municipality. يقدر عدد سكانها بـ 466 نسمة ومساحتها 5.60 كم2 .